# Netia (informatique)
NETIA est un fournisseur de solutions logicielles d’automation radio et de gestion et diffusion de contenus vers l'ensemble des plateformes média actuelles.

## Prestations
Réalisant 80% de son activité à l'exportation,, NETIA vend des prestations de gestion de contenus aux principaux groupes de radio et de télévision, notamment les logiciels Radio Assist et Media Assist.

## Historique
En décembre 2016, Globecast (Groupe Orange), a vendu la totalité de ses actions à deux entrepreneurs français du secteur des médias, Anthony Savelli et Vincent Benveniste. L’acquisition s’est faite au travers de Radio Act SAS, société de conseil et de services leur appartenant.

## Implantation
Précédemment à Claret, aux confins du Gard dans le département de l'Hérault, le siège de l'entreprise a été transféré à Montpellier en septembre 2017 sur 700 m² de l'hôtel d'entreprises du Millénaire.